# Bonifacio (vescovo di Novara)
Bonifacio (Mortara, ... – Novara, 1192) è stato un vescovo cattolico italiano.

## Biografia
Bonifacio era discendennte di una famiglia dell'area del mortarese e preposto dei Canonici regolari di Santa Croce di Mortara.
Divenuto vescovo di Novara nel 1170, fu vicario imperiale a Venezia dal 1º agosto 1177 per stilare i documenti della pace tra Alessandro III e Federico I.
A dicembre del 1179, intervenne al Concilio Lateranense III, sottoscrivendo come testimone (il 7 dicembre 1191) un Diploma di Enrico VI concesso al comune di Pavia e un documento di pace disposto l'8 dicembre 1191 tra Enrico VI e le città di Brescia, Bergamo e Cremona.